# Calle de Guetaria (Madrid)
La calle de Guetaria es una vía pública de la ciudad española de Madrid, situada en el barrio de Orcasitas, distrito de Usera.

## Descripción
La vía discurre desde la avenida de los Poblados hasta la calle de Gainza. Recuerda con el título la localidad guipuzcoana de Guetaria, por los destrozos sufridos durante la primera guerra carlista. Aparece descrita en Las calles de Madrid (1889) de Hilario Peñasco de la Puente y Carlos Cambronero con las siguientes palabras:

Guetaria. Comienza en la calle de Méndez Alvaro y sale al campo. Es de apertura moderna. Guetaria es una villa de la provincia de San Sebastián. Su etimología viene de las palabras Gárate y erriyá, que quieren decir población del monte Gárate, en cuya falda se halla. El pueblo quedó arruinado durante la primera guerra carlista el día 1.º de Enero de 1836, por la heroica defensa que hicieron sus habitantes. Consta que  se quemaron el archivo, que era rico y abundante, y 51 caseríos.
(Peñasco de la Puente y Cambronero, 1889, p. 250)